# Fabio Maniskalko
Fabio Maniskalko (ital. Fabio Maniscalco; Napulj 1. avgust 1965 — 1. februar 2008) je bio italijanski arheolog, specijalista za zaštitu kulturnog dobra i esejista. On je prvi na svetu primenio pravila Haške konvencije iz 1954. o zaštiti kulturnog dobra u slučaju oružanog sukoba. Kao službenik italijanske vojske u Bosni i Hercegovini (1995—1996), formirao je i upravljao timovima za zaštitu kulturnih dobara.
Fabio Maniskalko je dobitnik velikog broja nagrada za književni rad. Predsednik Italije odlikovao ga je za rad na terenu u očuvanju kulturnog dobra 1997. Odlikovan je italijanskom medaljom i medaljom NATO-a kao službenik IFOR-a i SFOR-a tokom mirovnih misija u Bosni i Hercegovini i službenik ALBA-e, u Albaniji. Fabio Maniskalko se razboleo 2007. godine od retkog oblika raka pankreasa. Umro je u Napulju 1. februara 2008.